# The New Order (groupe)
Pour les articles homonymes, voir New Order (homonymie).
The New Order est un groupe américain de rock, originaire de Los Angeles, en Californie. Il est actif du début de 1975 à octobre 1976. Leur style musical varie entre hard rock, garage rock et protopunk.

## Historique

### Origines et formation
Après la séparation des Stooges en 1974, l'ancien guitariste Ron Asheton forme un nouveau groupe avec le batteur du MC5 Dennis « Machine Gun » Thompson, le bassiste Jimmy Recca et claviériste Scott Thurston. Pendant un certain temps, le nouveau groupe partage un studio de répétition dans une maison appartenant à Ray Manzarek, au cours de sa collaboration avec le chanteur Iggy Pop. 
Lorsque le premier chanteur Jeff Spry doit quitter le groupe (à cause de peines de prison encourues pour conduite en état d'ivresse et refus d'effectuer le service militaire), le batteur du groupe K. J. Chevalier, recommande Dave Gilbert en remplacement. K. J. et Gilbert, sont deux anciens membres des The Amboy Dukes de Ted Nugent. Après le départ du claviériste Scott Thurston, son poste est comblé par un second guitariste, Ray Gunn, un autre musicien de Détroit, qui est recommandé par Dennis Thompson. Sandy Pearlman, producteur du Blue Öyster Cult, est d'abord approché pour réaliser les premières démos du groupe. Le dos de la pochette de l'album Declaration of War porte l'inscription : « Cet album est dédié au CULT », confortant les liens du groupe avec Blue Öyster Cult. Un projet de la collaboration avec l'impresario Kim Fowley est également évoqué, mais n'a jamais abouti.
En concert, Ron Asheton a l'idée de tendre un grand drapeau orné d'une svastika au fond de la scène, sans doute par pure provocation, ce qui eut pour effet d'assimiler The New Order à un groupe nazi,. Le répertoire de The New order compte au moins un classique, la chanson Rock 'n' Roll Soldiers, reprise par le groupe de hard rock australien The Hitmen et par The Hellacopters. L'une des paroles de la chanson, le fameux cri de guerre « The War Against the Jive », est utilisée dans les notes de pochette de la compilation The Essential Radio Birdman (1974-1978) du groupe australien Radio Birdman, parue chez Sub Pop en 2001. Le texte exact est Total Victory : Radio Birdman's War Against the Jive.

### Débuts et fin
The New Order enregistre à deux reprises des démos à Los Angeles : la première en 1975 avec Jeff Spry au chant et puis, en 1976, avec Dave Gilbert. Les deux enregistrements sont édités plus tard avec une production de Neil Merryweather en 1977 comme un seul album intitulé The New Order, sur le label Fun Records/Isadora et distribué par RCA Records. La qualité lo-fi de l'album est le résultat de sa production à partir de copies de cassettes inférieures de Ron Asheton, au lieu des masters originaux. L'album est ensuite réédité avec pochette différente et un morceau bonus, Declaration of War, en 1987. Declaration of War est réédité en 1991, cette fois sur CD.
En 1989, Victim of Circumstance est publié sur vinyle et CD sur le label Revenge Records. Cette réalisation se compose de huit inédits enregistrés en répétition, avec quatre titres bonus sur la version CD. En avril 2008, le CD est réédité sur un label d'import japonais, Vivid Sound Corporation. Cette nouvelle version comporte les mêmes titres que Victim of Circumstance, mais a la même pochette que le vinyle original de 1977 - bien que la police de caractères du logo The New Order ait été modifiée. Vivid Sound Corporation a également ressorti les deuxième et troisième albums live de New Race.

## Post-séparation
Après une fin semblable à celle de Radio Birdman, les deux groupes fusionnent et deviennent New Race, réunissant Ron Asheton et Dennis Thompson, avec le chanteur de Radio Birdman  Rob Younger, le guitariste Deniz Tek et le bassiste Warwick Gilbert. L'existence du groupe dure moins d'une année en 1981, avec aucun enregistrement en studio, mais trois albums live publiés.
Quelques années après avoir quitté The New Order, le chanteur Jeff Spry et son frère, le guitariste Joe Spry, forment le groupe new wave Felony, dont une chanson, The Fanatic, a connu un certain succès en 1983 sur la radio de Los Angeles, KROQ-FM. La chanson figure sur la bande originale du film de 1983, Valley Girl. Un clip diffusé sur MTV est tourné à Hollywood en 1983. Jeff Spry, de son vrai nom Jeffrey Scott Spirelli, se suicide le 9 mars 1991.
À la suite de la scission de The New Order à l'automne 1976, Dave Gilbert rejoint The Rockets, le groupe de rock formé en 1972 qui est issu de Mitch Ryder and the Detroit Wheels. The Rockets enregistrent six albums entre 1977 et 1983. Dave Gilbert est mort en 2001 d'un cancer du foie après une vie de lutte contre les drogues et l'alcool.

## Discographie
- 1977 : The New Order (réédité en 1987 sous le titre Declaration of War)
- 1981 : Bradford Red Light District[4]
- 1989 : Victim of Circumstance